# Lista över byggnadsminnen i Jämtlands län
Förteckning över byggnadsminnen i Jämtlands län.

## Bergs kommun
| Namn                                               | Ursprunglig funktion             | Byggår             | Arkitekt | Plats    | Läge                | Anläggnings-ID | Bild                                    |
| -------------------------------------------------- | -------------------------------- | ------------------ | -------- | -------- | ------------------- | -------------- | --------------------------------------- |
| Ovikens prästgård (Ovikens prästbord 1:35 och 1:1) | Boställe,Prästgård (2 byggnader) | 1862               |          | Myrviken | 62.99564, 14.39382  |                | Ladda upp en till bild av denna byggnad |
| Skålans bensinstation (Skålan 1:46)                | Bensinstation (2 byggnader)      | 1953               |          | Skålan   | 62.64452, 14.15496  |                | Ladda upp en till bild av denna byggnad |
| Svensåsen (Svensåsen 2:1)                          | Bondgård (2 byggnader)           | 1507-1508          |          | Hackås   | 62.96960, 14.41399  |                | Ladda upp en bild av denna byggnad      |
| Tomtangården (klövsjö 4:31)                        | Torp (14 byggnader)              | 1773               |          | Klövsjö  | 62.52392, 14.18579  |                | Ladda upp en till bild av denna byggnad |
| Tunvågen (Tunvågen 5:1)                            | Bondgård (2 byggnader)           | 1492-1493          |          | Hackås   | 62.90897, 14.54902  |                | Ladda upp en till bild av denna byggnad |
| Västgården (Fäste 2:17)                            | Småbruk, bondgård (1 byggnad)    | 1700-talets början |          | Hackås   | 62.92947, 14.49881  |                | Ladda upp en bild av denna byggnad      |
| Öst om ån (Hovermo gårdsmuseum) (Hovermo 1:29)     | Kraftverk (14 byggnader)         | 1918               |          | Hovermo  | 62.88307, 14.36082  |                | Ladda upp en till bild av denna byggnad |
| Ljåbodarna och Myltplockarstan (Västnår S:5)       | Jordbruk, fäbod (15 byggnader)   | 1600-talet         |          | Oviken   | 62.541611, 13.55256 |                | Ladda upp en till bild av denna byggnad |

## Bräcke kommun
| Namn                                                 | Ursprunglig funktion                             | Byggår           | Arkitekt | Plats       | Läge               | Anläggnings-ID | Bild                                    |
| ---------------------------------------------------- | ------------------------------------------------ | ---------------- | -------- | ----------- | ------------------ | -------------- | --------------------------------------- |
| Boddas bönhus (Bodsjö prästbord 1:8)                 | Frikyrka (1 byggnad)                             | 1291             |          | Bodsjö      | 62.83917, 14.94976 |                | Ladda upp en till bild av denna byggnad |
| Dansbanan Granparken (Finnäs S:2)                    | Park,Folkpark (3 byggnader)                      | 1934             |          | Bodsjö      | 62.78433, 14.96987 |                | Ladda upp en till bild av denna byggnad |
| Dubbelbod i Sidsjö (Sidsjö 3:13)                     | Bondgård (2 byggnader)                           | 1632             |          | Bodsjö      | 62.72950, 15.15849 |                | Ladda upp en till bild av denna byggnad |
| Härbre i Östansjö (Östansjö 3:10)                    | Bondgård (1 byggnad)                             | 1500-talet       |          | Hällesjö    | 63.01186, 16.33017 |                | Ladda upp en bild av denna byggnad      |
| Härbre och lada Norrböle (Böle 2:3)                  | Bondgård (3 byggnader)                           | 1486             |          | Bodsjö      | 62.90727, 14.85260 |                | Ladda upp en till bild av denna byggnad |
| Ljungå kapell och begravningsplats (Ljungå 1:1)      | Kapell,Kapell med begravningsplats (2 byggnader) | 1909             |          | Hällesjö    | 62.75986, 16.30058 |                | Ladda upp en till bild av denna byggnad |
| Norgårn i Hållborgen (Antesgården) (Hållborgen 1:14) | Bondgård (3 byggnader)                           | 1700-talet       |          | Pilgrimstad | 62.95775, 14.99995 |                | Ladda upp en till bild av denna byggnad |
| Strömsågen i Sidsjö (Hunge 2:16; f.d. Sidsjö 3:30)   | Såg (1 byggnad)                                  | 1870             |          | Bodsjö      | 62.73404, 15.13247 |                | Ladda upp en till bild av denna byggnad |
| Tavnäs föreningshus (Tavnäs 1:21)                    | Nykterhetsloge (1 byggnad)                       | 1904             |          | Sundsjö     | 62.97856, 15.19999 |                | Ladda upp en till bild av denna byggnad |
| Öretjärndalen (Öretjärndalen 1:14)                   | Torp (5 byggnader)                               | 1800-talets mitt |          | Bräcke      | 62.81565, 15.57025 |                | Ladda upp en till bild av denna byggnad |

## Härjedalens kommun
| Namn                                              | Ursprunglig funktion                               | Byggår           | Arkitekt | Plats                                                                                                  | Läge               | Anläggnings-ID | Bild                               |
| ------------------------------------------------- | -------------------------------------------------- | ---------------- | -------- | --- | ------------------ | -------------- | ---------------------------------- |
| Bod i Eggen (Eggarna 9:1)                         | Bondgård (1 byggnad)                               | 1353             |          | Svegs socken                                                                                           | 62.01407, 14.30132 |                | Ladda upp en bild av denna byggnad |
| Duvberg (Duvberg 4:18)                            | Bondgård (12 byggnader)                            | 1700-talet       |          | Svegs socken                                                                                           | 62.10968, 14.25967 |                | Ladda upp en bild av denna byggnad |
| Halvars (Sunnanå 18:2, 20:2)                      | Bondgård (12 byggnader)                            | 1842             |          | Lillhärdal                                                                                             | 61.84053, 14.06711 |                | Ladda upp en bild av denna byggnad |
| Halvars (Sunnanå 19:4)                            | Bondgård (inga registrerade byggnader)             | 1842             |          | Lillhärdal                                                                                             | 61.84084, 14.06749 |                | Ladda upp en bild av denna byggnad |
| Härbre (Fiskarstuga) i Älvros (Älvros kyrkby 5:8) | Bondgård (1 byggnad)                               | 1462             |          | Älvros                                                                                                 | 62.08620, 14.62144 |                | Ladda upp en bild av denna byggnad |
| Härbre i Eggen (Eggarna 7:12)                     | Bondgård (1 byggnad)                               | 1331             |          | Sveg                                                                                                   | 62.02016, 14.30929 |                | Ladda upp en bild av denna byggnad |
| Högen (Lillhärdals kyrkby 19:7)                   | Bondgård (17 byggnader)                            | 1776             |          | Lillhärdal                                                                                             | 61.84961, 14.06478 |                | Ladda upp en bild av denna byggnad |
| Jo Jonsvallen (Älvros kyrkby 6:6)                 | Fäbod (10 byggnader)                               | 1840             |          | Älvros                                                                                                 | 62.09154, 14.59879 |                | Ladda upp en bild av denna byggnad |
| Kvistabäckens flottled (Flor 14:11)               | Flottningsanläggning (inga registrerade byggnader) | 1878             |          | Ytterhogdals socken Norra Kvarntjärnen, del av Panjabäcken, spardammen Härnalampi; även Gävleborgs län | 62.10969, 15.37325 |                | Ladda upp en bild av denna byggnad |
| Lada i Herrö (Herrö 14:11)                        | Bondgård (1 byggnad)                               | 1477             |          | Herrö                                                                                                  | 62.02017, 14.20470 |                | Ladda upp en bild av denna byggnad |
| Remsgården (Remmet 1:10)                          | Bondgård (10 byggnader)                            | 1700-talet       |          | Svegs socken                                                                                           | 62.12516, 14.16271 |                | Ladda upp en bild av denna byggnad |
| Remsågen (Samfällighet inom Överberg 15:16)       | Bondgård (1 byggnad)                               | 1700-talets slut |          | Svegs socken                                                                                           | 62.13793, 14.17478 |                | Ladda upp en bild av denna byggnad |
| Torpet Halla (Ängersjö 17:6)                      | Torp (inga registrerade byggnader)                 | 1809             |          | Ängersjö (2,5 km sydväst om byn)                                                                       | 61.97952, 14.82505 |                | Ladda upp en bild av denna byggnad |
| Tröskloge i Eggen (Eggarna 7:3)                   | Bondgård (1 byggnad)                               | 1367             |          | Svegs socken                                                                                           | 62.01450, 14.30608 |                | Ladda upp en bild av denna byggnad |
| Vallgården (Överberg 39:6)                        | Bondgård (9 byggnader)                             | 1835             |          | Svegs socken                                                                                           | 62.12597, 14.16059 |                | Ladda upp en bild av denna byggnad |
| Vemhåns vadmalsstamp (Vemdalens kyrkby s:79)      | Stampverk (1 byggnad)                              | 1887             |          | Vemhån                                                                                                 | 62.33608, 13.97501 |                | Ladda upp en bild av denna byggnad |

## Krokoms kommun
| Namn                                                               | Ursprunglig funktion                     | Byggår                   | Arkitekt | Plats         | Läge               | Anläggnings-ID | Bild                                    |
| ------------------------------------------------------------------ | ---------------------------------------- | ------------------------ | -------- | ------------- | ------------------ | -------------- | --------------------------------------- |
| Ede föreningshus (Offerdals prästbord 1:19; f.d. Prästbordet 1:19) | Nykterhetsloge (1 byggnad)               | 1901                     |          | Ede           | 63.46441, 14.01338 |                | Ladda upp en till bild av denna byggnad |
| Fjällglim (Åkersjön 1:37)                                          | Bostadshus,Skola,Folkskola (3 byggnader) | 1931                     |          | Åkersjön      | 63.76881, 14.06227 |                | Ladda upp en bild av denna byggnad      |
| Grafsgården (Kingsta 1:9)                                          | Bondgård (7 byggnader)                   | 1800-talets första hälft |          | Näskott       | 63.32815, 14.30586 |                | Ladda upp en till bild av denna byggnad |
| Hissmofors folkets hus (Hägra 3:8)                                 | Folkets hus (1 byggnad)                  | 1923                     |          | Hissmofors    | 63.32775, 14.47806 |                | Ladda upp en till bild av denna byggnad |
| Härbre i Föllinge (Föllinge-Nyland 3:6)                            | Bondgård (1 byggnad)                     | 1487                     |          | Föllinge      | 63.67444, 14.61141 |                | Ladda upp en till bild av denna byggnad |
| Kroksgård (Kroksgård 3:1)                                          | Bondgård (7 byggnader)                   | 1700-talets slut         |          | Rödön         | 63.29742, 14.45480 |                | Ladda upp en till bild av denna byggnad |
| Laxvikens bygdegård (Laxviken 2:25)                                | Bygdegård,Nykterhetsloge (4 byggnader)   | 1913                     |          | Laxviken      | 63.80254, 14.71859 |                | Ladda upp en bild av denna byggnad      |
| Myhrbodarna (Valsjön 1:2)                                          | Fäbod (14 byggnader)                     | 1890-talet               |          | Hotagen       | 64.08857, 14.23447 |                | Ladda upp en bild av denna byggnad      |
| Per-Hansagården (Gunnarvattnet 1:68; f.d. Gunnarvattnet 1:52)      | Bondgård (2 byggnader)                   | 1700-talets slut         |          | Gunnarvattnet | 64.12219, 14.13241 |                | Ladda upp en bild av denna byggnad      |
| Önet (Ol-Jonsgården) (Offerdals-Önet 1:14)                         | Bondgård (10 byggnader)                  | 1836                     |          | Önet          | 63.51552, 13.89465 |                | Ladda upp en bild av denna byggnad      |
| Önet, parstuga och bakstuga (Offerdals-Önet 3:12)                  | Bondgård (2 byggnader)                   | 1800-talets mitt         |          | Önet          | 63.51361, 13.89499 |                | Ladda upp en bild av denna byggnad      |

## Ragunda kommun
| Namn                                            | Ursprunglig funktion   | Byggår     | Arkitekt | Plats       | Läge               | Anläggnings-ID | Bild                                    |
| ----------------------------------------------- | ---------------------- | ---------- | -------- | ----------- | ------------------ | -------------- | --------------------------------------- |
| Aspnäset (Aspnäset 1:9)                         | Bondgård (6 byggnader) | 1847       |          | Borgvattnet | 63.41328, 15.58253 |                | Ladda upp en bild av denna byggnad      |
| Markusgården (Skyttmon 4:21; f.d. Skyttmon 7:1) | Bondgård (3 byggnader) | 1914       |          | Borgvattnet | 63.41333, 15.60525 |                | Ladda upp en till bild av denna byggnad |
| Ragunda tingshus (Näset 2:37)                   | Tingshus (3 byggnader) | 1898       |          | Ragunda     | 63.05754, 16.41100 |                | Ladda upp en till bild av denna byggnad |
| Strånäset (Stugubyn 3:182; f.d. Stugubyn 3:32)  | Bondgård (6 byggnader) | 1800-talet |          | Strånäset   | 63.16084, 15.78645 |                | Ladda upp en bild av denna byggnad      |

## Strömsunds kommun
| Namn                                                 | Ursprunglig funktion     | Byggår             | Arkitekt | Plats  | Läge                 | Anläggnings-ID | Bild                               |
| ---------------------------------------------------- | ------------------------ | ------------------ | -------- | ------ | -------------------- | -------------- | ---------------------------------- |
| Hoting 1:32 (Hoting 1:32)                            | Bostadshus (4 byggnader) | 1900-talets början |          | Hoting | 64.10646, 16.19385   |                | Ladda upp en bild av denna byggnad |
| Lövöns gamla kraftverk (Vågdalen 1:39, 1:112, 1:113) | Kraftverk (9 byggnader)  | 1904               |          | Ström  | 63.78801, 15.72684   |                | Ladda upp en bild av denna byggnad |
| Näsets såg i Rossön (Bodums-Näset)                   | Såg (2 byggnader)        | 1920               |          | Rossön | 63.91185, 16.29886   |                | Ladda upp en bild av denna byggnad |
| Trångåsen (Trångåsen 1:9)                            | Bondgård (14 byggnader)  | 1820-talet         |          | Ström  | 63.79823, 15.92261   |                | Ladda upp en bild av denna byggnad |
| Backe kägelbana (Backe 4:148)                        | Kägelbana (1 byggnad)    | 1888               |          | Backe  | 63.485759, 16.243702 |                | Ladda upp en bild av denna byggnad |

## Åre kommun
| Namn                                                                        | Ursprunglig funktion                                              | Byggår             | Arkitekt | Plats          | Läge               | Anläggnings-ID | Bild                                    |
| --------------------------------------------------------------------------- | ----------------------------------------------------------------- | ------------------ | -------- | -------------- | ------------------ | -------------- | --------------------------------------- |
| Enafors station (Handöl 6:4)                                                | Järnvägsstation (inga registrerade byggnader)                     | 1881               |          | Enafors        | 63.28956, 12.33812 |                | Ladda upp en till bild av denna byggnad |
| Enafors turisthotell (Handöl 1:34)                                          | Hamn,Turisthotell (1 byggnad)                                     | 1899               |          | Enafors        | 63.28822, 12.33932 |                | Ladda upp en bild av denna byggnad      |
| Engelska villan, Bodsjön (Bodsjön 1:2)                                      | Fritidshus,Jaktstuga och jaktvilla (5 byggnader)                  | 1800-talets slut   |          | Åre socken     | 63.44591, 12.68325 |                | Ladda upp en till bild av denna byggnad |
| Går'n på Tossön, Paulsenska huset (Svensta 1:5)                             | Såg (4 byggnader)                                                 | 1860               |          | Järpen         | 63.34143, 13.44956 |                | Ladda upp en till bild av denna byggnad |
| Huså herrgård (Huså 1:165)                                                  | Herrgård,Bruksherrgård (1 byggnad)                                | 1837               |          | Huså           | 63.49109, 13.12452 |                | Ladda upp en till bild av denna byggnad |
| Härbre och kornlador i Mällbyn (Mällbyn 1:27; f.d. Mällbyn 1:3)             | Bondgård (3 byggnader)                                            | 1800-talet         |          | Mattmar        | 63.30485, 13.88739 |                | Ladda upp en till bild av denna byggnad |
| Kornlada (Mällbyn 2:3)                                                      | Bondgård (1 byggnad)                                              | 1882               |          | Mattmar        | 63.30294, 13.88464 |                | Ladda upp en till bild av denna byggnad |
| Låsböle ordenshus (Låsböle 2:8)                                             | Nykterhetsloge (2 byggnader)                                      | 1887               |          | Marby          | 63.13974, 14.18889 |                | Ladda upp en till bild av denna byggnad |
| Läkarvillan (Mörviken 2:24, 2:26)                                           | Bostadshus,Fritidshus,Sommarvilla (2 byggnader)                   | 1912               |          | Åre            | 63.40218, 13.08542 |                | Ladda upp en till bild av denna byggnad |
| Medstugan (Medstugan 1:2)                                                   | Fritidshus,Jaktstuga och jaktvilla,Bondgård,Mejeri (27 byggnader) | 1897               |          | Åre socken     | 63.51991, 12.40885 |                | Ladda upp en till bild av denna byggnad |
| Monäset (Gåje 3:17)                                                         | Bondgård (7 byggnader)                                            | 1800-talets början |          | Hallens socken | 63.19950, 14.11797 |                | Ladda upp en till bild av denna byggnad |
| Månsgården (Månsåsen 1:26; f.d. Månsåsen 1:13)                              | Bondgård (10 byggnader)                                           | 1900               |          | Marby          | 63.06290, 14.33215 |                | Ladda upp en till bild av denna byggnad |
| Mårtenvillan (Hjälpprästens bostad i Totten) (Totten 2:47; f.d. Totten 2:8) | Bostadshus,Fritidshus (2 byggnader)                               | 1911               |          | Åre            | 63.40013, 13.08369 |                | Ladda upp en till bild av denna byggnad |
| Norrgård (Norrgård 1:2)                                                     | Bondgård (4 byggnader)                                            | 1800-talets slut   |          | Mattmar        | 63.30361, 13.87111 |                | Ladda upp en till bild av denna byggnad |
| Olandervillan i Vålådalen (Vallbo 1:17)                                     | Bostadshus,Turiststation (1 byggnad)                              | 1930-talet         |          | Vålådalen      | 63.14912, 12.96752 |                | Ladda upp en till bild av denna byggnad |
| Rensjösätern (Gråssjölien 1:2; f.d. Gråssjölien 1:1)                        | Fritidshus, jaktstuga och jaktvilla (9 byggnader)                 | 1890               |          | Åre socken     | 63.41708, 12.21430 |                | Ladda upp en till bild av denna byggnad |
| Storliens station (Storlien 1:3, 1:5, 1:46, 1:47, 1:48, 1:195)              | Järnvägsstation,Järnvägsanläggning (14 byggnader)                 | 1882               |          | Storlien       | 63.31622, 12.10003 |                | Ladda upp en till bild av denna byggnad |
| Tjärntorpet (Fäviken 1:1)                                                   | Torp,Dagsverkstorp (9 byggnader)                                  | 1800-talets början |          | Kalls socken   | 63.41304, 13.27194 |                | Ladda upp en bild av denna byggnad      |
| Ubyn (Ubyn 1:2)                                                             | Bondgård (5 byggnader)                                            | 1875               |          | Mattmar        | 63.30145, 13.89584 |                | Ladda upp en till bild av denna byggnad |
| Västgård (Västgård 1:1)                                                     | Bondgård (1 byggnad)                                              | 1901               |          | Kall           | 63.47341, 13.22243 |                | Ladda upp en bild av denna byggnad      |
| Åre bergbana (Mörviken 1:75 och 2:97)                                       | Bergbana (3 byggnader)                                            | 1909               |          | Åre            | 63.40179, 13.08181 |                | Ladda upp en till bild av denna byggnad |
| F.d. Åre station (Mörviken 2.102, 9:1, 9:2)                                 | Järnvägsstation (7 byggnader)                                     | 1880               |          | Åre            | 63.39927, 13.07562 |                | Ladda upp en till bild av denna byggnad |

## Östersunds kommun
| Namn | Ursprunglig funktion                     | Byggår             | Arkitekt | Plats          | Läge               | Anläggnings-ID | Bild                                    |
| --- | ---------------------------------------- | ------------------ | -------- | -------------- | ------------------ | -------------- | --------------------------------------- |
| A 4, Norrlands artilleriregemente (Artilleristen 1)                                                           | Kasernetablissemang (14 byggnader)       | 1893               |          | Östersund      | 63.17626, 14.64829 |                | Ladda upp en till bild av denna byggnad |
| Brunflo station med stationshus och ställverk (Brunflo-Änge 1:53)                                             | Järnvägsstation (4 byggnader)            | 1916               |          | Brunflo        | 63.07590, 14.83313 |                | Ladda upp en till bild av denna byggnad |
| Böröns kyrkbåthus (Börön 1:2 och 8:2)                                                                         | Bysamfällighet (1 byggnad)               | 1870-talet         |          | Lockne         | 62.95420, 14.90880 |                | Ladda upp en till bild av denna byggnad |
| Collegiebostaden (Stocke 1:12)                                                                                | Skola,Läroverk (1 byggnad)               | 1735               |          | Frösön         | 63.18599, 14.50746 |                | Ladda upp en till bild av denna byggnad |
| Fjällandets badhus (Fjällandet 1:35)                                                                          | Badhus (1 byggnad)                       | 1940               |          | Lit            | 63.28376, 15.24183 |                | Ladda upp en till bild av denna byggnad |
| Frösö kyrkskola (Valla 4:1; f.d. stg 1188)                                                                    | Skola (1 byggnad)                        | 1897               |          | Frösön         | 63.17827, 14.52060 |                | Ladda upp en till bild av denna byggnad |
| Gamla biblioteket (Ahlbergshallen) (Biblioteket 1)                                                            | Bibliotek (1 byggnad)                    | 1912               |          | Östersund      | 63.17803, 14.63989 |                | Ladda upp en till bild av denna byggnad |
| Gamla skolan (Västra skolan) (Contubernium 1 - 4)                                                             | Skola,Läroverk (3 byggnader)             | 1849               |          | Östersund      | 63.17754, 14.63960 |                | Ladda upp en till bild av denna byggnad |
| Gamla Teatern Östersund (Logen 3)                                                                             | Nykterhetsloge, teater (1 byggnad)       | 1884               |          | Östersund      | 63.17501, 14.64063 |                | Ladda upp en till bild av denna byggnad |
| Karolinerladan (Singsjölandet 1:8)                                                                            | Bondgård (1 byggnad)                     | 1478               |          | Brunflo socken | 63.09968, 15.10547 |                | Ladda upp en bild av denna byggnad      |
| Lungre boningshus och ryttarhärbre (Lungre 1:2)                                                               | Bondgård (2 byggnader)                   | 1826               |          | Kyrkås         | 63.22608, 14.85698 |                | Ladda upp en till bild av denna byggnad |
| Lungre smedja och salpeterbod (Lungre 1:10)                                                                   | Bondgård (2 byggnader)                   | 1800-talet         |          | Kyrkås         | 63.22834, 14.85992 |                | Ladda upp en till bild av denna byggnad |
| Länsresidenset i Östersund (Landshövdingen 1)                                                                 | Residens (1 byggnad)                     | 1848               |          | Östersund      | 63.17947, 14.63284 |                | Ladda upp en till bild av denna byggnad |
| Mickelsgård (Valla 8:20; f.d. stg 1125)                                                                       | Bondgård (4 byggnader)                   | 1700-talet         |          | Frösön         | 63.16627, 14.53114 |                | Ladda upp en till bild av denna byggnad |
| Ol-Svens (Börön 4:1)                                                                                          | Bondgård (18 byggnader)                  | 1600-talet         |          | Lockne         | 62.95281, 14.91541 |                | Ladda upp en bild av denna byggnad      |
| Optands krigsflygfält (Optand 12:1-2, Ope 9:1, 3:5, 1:6, 1:47, 2:12-13, 4:10-11, 10:1, 2:2, 3:12-13 och 5:39) | Flygflottilj (11 byggnader)              | 1942               |          | Östersund      | 63.12672, 14.79582 |                | Ladda upp en till bild av denna byggnad |
| Scolarebostaden (Stocke 1:8)                                                                                  | Skola,Läroverk (1 byggnad)               | 1730-talet         |          | Frösön         | 63.18507, 14.50530 |                | Ladda upp en till bild av denna byggnad |
| Sommarhagen (Valla 6:43; f.d. stg 1169)                                                                       | Fritidshus,Sommarvilla (4 byggnader)     | 1914               |          | Frösön         | 63.17182, 14.52187 |                | Ladda upp en till bild av denna byggnad |
| Torvalla (Torvalla 3:34, 3:4; f.d. Torvalla 3:4)                                                              | Bondgård (8 byggnader)                   | 1800-talets början |          | Östersund      | 63.14168, 14.72957 |                | Ladda upp en till bild av denna byggnad |
| Östersunds centralstation (Söder 1:16)                                                                        | Järnvägsstation (1 byggnad)              | 1879               |          | Östersund      | 63.17038, 14.63805 |                | Ladda upp en till bild av denna byggnad |
| Östersunds rådhus (Lagboken 3)                                                                                | Rådhus, tingshus (1 byggnad)             | 1912               |          | Östersund      | 63.17762, 14.64147 |                | Ladda upp en till bild av denna byggnad |
| Östersunds tennishall (Tennishallen 1)                                                                        | Tennishall (1 byggnad)                   | 1937               |          | Östersund      | 63.17975, 14.65593 |                | Ladda upp en till bild av denna byggnad |
| Telehuset (Televerkets hus) Östersund (Postiljonen 6)                                                         | Telegrafstation och televerk (1 byggnad) | 1912               |          | Östersund      | 63.17677, 14.63824 |                | Ladda upp en till bild av denna byggnad |